# عوامر العسيرات
قرية عوامر العسيرات هي إحدى القرى التابعة لمركز العسيرات بمحافظة سوهاج في جمهورية مصر العربية. حسب إحصاءات سنة 2006، بلغ إجمالي السكان في عوامر العسيرات 3916 نسمة، منهم 1929 رجل و1987 امرأة.